# 高校教師 (1972年の映画)
『高校教師』（La Prima Notte di Quiete）は、1972年のイタリアの映画。主演はアラン・ドロン。

## ストーリー
ダニエレは北イタリアの小さな町リミニに高校の臨時教員として赴任し、その日の夜にとばく場に行く。帰宅したダニエレは、妻モニカが浮気相手と電話するのを目にするが、何も言わない。
ある日、ダニエレは生徒の一人であるバニーナに興味を覚え、交流を重ねる。その後、学校を欠席した彼女の家を訪れたダニエレは、彼女の母から罵声を浴びせられる。
それからして、ダニエレはとばく場で知り合ったスパイダーから誘われたパーティーに出席する。ダニエレが自殺したいとこに捧げた詩集の話題をスパイダーから持ち出されたダニエレは、困惑する。その夜、ダニエレはバニーナと一夜を共にするが、翌朝ジェラルドがダニエレの知り合いたちとともに二人の前に現れ、バニーナをののしる。ダニエレはジェラルドを殴り、バニーナと愛し合う。
ダニエレはモニカと別れ、家を出ていこうとする。縋りつくモニカの言葉に、ダニエレはリビアとの過去を思い出し、彼女の元へ戻ろうとするが、交通事故に遭い、帰らぬ人となる。

## キャスト
※括弧内は日本語吹替（初回放送1976年11月28日『日曜洋画劇場』DVD収録）
- ダニエレ・ドミニチ：アラン・ドロン（野沢那智）
- バニーナ・アバーティ：ソニア・ペトローバ（鈴木弘子）
- モニカ：レア・マッサリ（荒砂ゆき）
- スパイダー：ジャン・カルロ・ジャンニーニ（山田康雄）
- マルチェロ：レナート・サルバトーリ（増岡弘）
- バニーナの母親：アリダ・ヴァリ（初井言栄）
- その他吹替：石丸博也

## スタッフ
- 監督：ヴァレリオ・ズルリーニ
- 脚本：エンリコ・メディオーリ、ヴァレリオ・ズルリーニ
- 撮影：ダリオ・ディ・パルマ
- 音楽：マリオ・ナシンベーネ